# 사탕수수즙

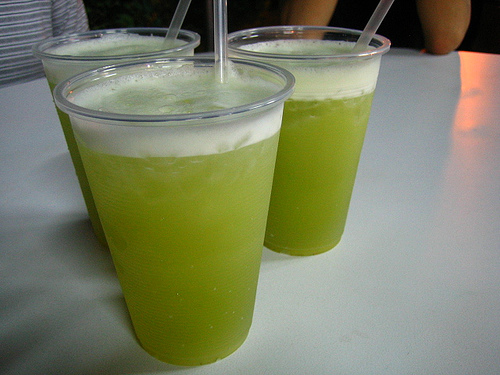
사탕수수즙

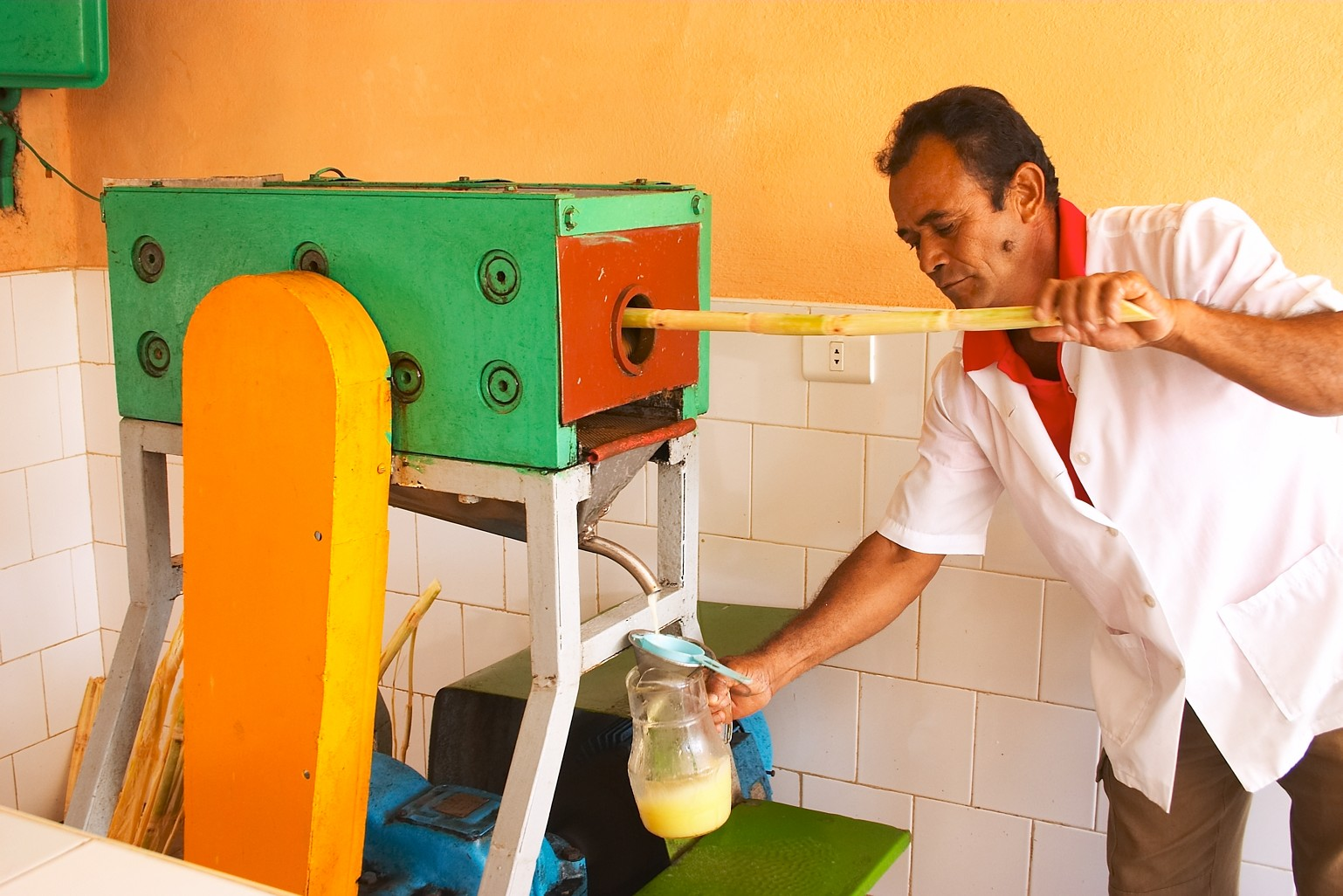
사탕수수즙 추출에 사용되는 기계

사탕수수즙(砂糖蜀黍汁)은 사탕수수로부터 추출된 액체이다. 동남아시아, 인도 아대륙, 북아프리카, 라틴 아메리카 등 사탕수수가 상업적으로 재배되는 곳에서 음료로 불린다. 사탕수수즙은 껍질을 벗긴 사탕수수를 갈아서 얻으며 럼주의 주요 재료 중 하나이다.

## 건강
사탕수수즙은 일부 국가에서 비위생적인 조건 때문에 건강상 위험이 될 수 있다. 렙토스피라증과 같은 사탕수수로 전염될 수 있는 질병들이 있다. 브라질에서 사탕수수즙은 제대로 세척하지 않으면 감염된 벌레가 남긴 병원체 크루스파동편모충을 포함할 수 있다.
이집트에서 사탕수수즙을 마시면 마이코톡신, 아플라톡신 B1, 푸모니신 B1의 오염으로 인해 건강에 위험할 수 있다.

## 나라별 사탕수수즙

### 미얀마
미얀마에서 사탕수수즙은 "kyanye"라고 불리며 미얀마 전체에서 구할 수 있다. 일반적으로 여름철에 판매한다. 라임, 쥬베, 오렌지 등과 섞어서 판매하기도 한다.

### 이집트
이집트에서 사탕수수즙은 "아삽"으로 알려져 있다. 아삽은 이집트 전체의 주스 가게에서 팔린다. 이집트는 아삽에 레몬을 넣어 발효된 "아사브"를 만들어 먹기도한다. 가장 높이 평가되는 "아사브"는 이집트 민야에서 유래했다.

### 인도
사탕수수즙은 인도의 상인들이 판매한다. 상인들은 사탕수수를 압착하고 추출하는 기계에 사탕수수를 넣는다. 사탕수수즙은 보통 라임이나 생강즙과 함께 제공된다. 인도의 사탕수수즙은 특히 여름에 열을 식히는 상쾌한 음료로 매우 인기 있다.

### 인도네시아
인도네시아에서는 사탕수수즙을 '미누만 사리테부'라고 부른다. 얼음 사탕수수 주스는 "에스테부"라고 불린다. 사탕수수는 옛날부터 재배되어 왔다. 최초의 기록은 9세기 메당 왕국 시대의 비문에 적혀 있다. 메당 마타람 기간은 달콤한 음료인 '날라카 라사'를 설명하고 있는데, 이 단어는 "설탕 사탕수수즙"으로 번역된다.
즙은 사탕수수의 당분을 짜내기 위해 압착기를 사용하여 추출된다. 즙은 얼음과 함께 차갑게 제공된다. 전통적으로 인도네시아 전체에서 판매되며, 특히 상인을 중심으로 판매된다. 오늘날에는 위생 상태가 많이 개선된 사탕수수 음료 판매상들도 쇼핑몰과 쇼핑 센터에 있는 푸드 코트에서 찾아볼 수 있다.

### 브라질
현지에서 calde de cana로 알려진 사탕수수 주스는, 인도의 상인과 비슷한 과정으로, 사탕수수를 압착하기 위해 기계를 사용하고 즙을 추출한다. 레몬이나 파인애플 주스와 함께 제공되기도 한다.

### 마다가스카르
마다가스카르의 동부 지역에서는 사탕수수즙을 발효시켜 '벳사벳사'라고 불리는 알코올 음료를 만든다. 벳사벳사는 맥주보다 싸기 때문에 현지인들에게 인기가 있다.

### 파키스탄
파키스탄 정부는 사탕수수즙을 국민 음료로 선언했다.

### 베트남
사탕수수 주스는 베트남에서 구하기 쉽다. 금귤이나 찬무이와 같은 다른 과일 주스를 첨가하여 단맛을 더 강하게 만들 수 있다. 베트남에선 얼음으로 가득 찬 비닐 봉지나 일회용 플라스틱 컵에 판매된다.

## 같이 보기
- 주스 목록